# Morgens um sieben ist die Welt noch in Ordnung (Roman)
Morgens um sieben ist die Welt noch in Ordnung (Originalausgabe: Morning's at seven) ist ein 1965 erschienener Roman des englischen Autors Eric Malpass. Er erschien in Deutschland 1967 im Rowohlt Verlag, übersetzt wurde er von Brigitte Roeseler.

## Inhalt
Der Roman handelt von dem Jungen Gaylord Pentecost und seiner Familie, in der es sehr turbulent zugeht. Außerdem bringen ihn ein Freund und dessen Kleinod in große Gefahr, was für weitere Aufregung in der Familie sorgt.
Der Roman beginnt an einem nebligen Sonntag im November. Gaylord Pentecost, ein kleiner Junge und die Hauptfigur des Romans, ist als Erster aufgewacht und begibt sich auf eine Erkundungstour durch das Haus. So werden nach und nach die Figuren vorgestellt: John Pentecost oder Opa, der brummige Patriarch, die schwerhörige Großtante Marigold, die Schwester des Großvaters, seine Töchter Rose (Rosie) und Becky. Rosie ist Lehrerin, wenig attraktiv und hat Angst, eine alte Jungfer zu werden. Becky hingegen ist sehr gut aussehend und hat auch einen Freund, Peter. Sie arbeitet als Sekretärin. Schließlich gibt es noch Gaylords Eltern, May, von Gaylord Mummi genannt, eine resolute Hausfrau, und Jocelyn (Paps), Opas Sohn, dessen Job, nämlich Schriftsteller, von seiner Familie wenig anerkannt wird.
Rose hat einen Kollegen, Mr. Roberts, den sie fast zärtlich „Bobs“ nennt, zum Essen eingeladen. Doch da es so neblig ist, kommt er nicht, da er fürchtet, er könne einen Unfall verursachen. Peter hingegen kommt zum Abendessen, was Rosie bitter aufstößt. Gaylord trifft sich unterdessen mit Willie Foggerty, obwohl Mummi ihm den Umgang mit ihm ausdrücklich untersagte, da sie den sanftmütig auftretenden Jungen für gefährlich hält. Am nächsten Tag zeigt dieser Gaylord einen Schatz, den er in dem alten Steinbruch des Dorfes versteckt hat: Einen gläsernen Briefbeschwerer, in dessen Inneren ein Abbild des Rathauses von Leeds zu sehen ist. Rosie versucht unterdessen zu arrangieren, dass Bobs zum Abendessen vorbeikommt. Etwas widerwillig stimmt er zu. Am Abend ist die Familie jedoch schon dabei zu essen, als er eintrifft. Opa ist verärgert, weil er sich beim Essen gestört fühlt. Bobs ist völlig verschüchtert von John Pentecosts ablehnendem Auftreten und auch die Tatsache, dass er der Familie als „Tante Rosies Liebster“ oder „Tante Rosies Liebhaber“ geläufig ist, verwirrt ihn. Rosie ist völlig verzweifelt, als er nun auch noch ausgerechnet neben Becky am Tisch sitzt, und gewinnt bald den Eindruck, dass er mehr Interesse an Becky hat.
Gaylord spielt am nächsten Tag mit dem Gedanken, Willies Kleinod, den Briefbeschwerer, zu stehlen, doch er tut es nicht. Stattdessen wünscht er sich zu Weihnachten einen Briefbeschwerer, obwohl Paps gehofft hatte, ihm eine Eisenbahn schenken zu können. Am nächsten Tag kommen auch noch Onkel Ben und Tante Bea zu Besuch, was weder Paps noch Gaylord behagt. Zudem möchte Bobs seinen Besuch zu Weihnachten absagen, da ein Freund von ihm vorbeigekommen sei. Rosie überzeugt ihn schließlich, den Freund doch einfach mitzubringen.
Am nächsten Morgen entdeckt Gaylord in seinem Geschenkstrumpf keinen Briefbeschwerer. Er bekommt zwar andere Geschenke, zum Beispiel eine Trommel und eine Trompete, aber er bricht trotzdem in Tränen aus. Paps erklärt ihm schließlich, dass das Ding, das Gaylord für ein eisernes Pferd mit zwei Bäumen auf dem Kopf hielt, ein Briefbeschwerer in der Gestalt eines Hirsches sei. Am Abend trifft dann Bobs mit seinem Bekannten, Stan Grebbie, einem unscheinbaren Mann um die vierzig ein, der ebenfalls Lehrer ist und Rosie vom Charakter sehr ähnelt, weswegen sie sich gleich zu ihm hingezogen fühlt. Gaylord trifft sich wieder mit Willie, der feststellt, dass sein Schatz gestohlen wurde. Er schlussfolgert daher, dass Gaylord ihn genommen haben müsse, da niemand sonst von dem Versteck wusste. Gaylord flieht völlig verstört, weil Willie plötzlich völlig verändert ist. Mummi versucht nach Gaylords Heimkehr mit ihm zu reden, weil sie fühlt, dass ihn etwas bedrückt, doch Gaylord behauptet, es sei alles In Ordnung.
Am Abend werden Gesellschaftsspiele gespielt und bei dem Spiel „Der Briefträger kommt“ soll Stan Grebbie Rose küssen. Er macht ihr das Kompliment, dass er sie für den großartigsten Menschen, den er kenne, halte, und küsst sie – wenngleich förmlich – auf den Mund. Beim Abschied küsst auch Bobs sie.
Zu Silvester verkündet Mummi Paps, dass sie höchstwahrscheinlich schwanger ist.
Zu Beginn des Schuljahres erhält Rosie einen Dankesbrief von Stan Grebbie, der sie sehr erfreut. Bobs fühlt sich daraufhin angegriffen, da er keinen geschickt hatte und Rosie ihm das auch vorhält. Daraufhin ist er beleidigt. Da es heftig schneit, fahren keine Züge und Rose sitzt somit in Ingerby, wo sie arbeitet, fest. Da sie nicht die einzige ist, die nicht nach Hause kann, sind alle Hotelzimmer belegt. So geht sie wohl oder übel zu Mr. Roberts, der in Ingerby wohnt, der sie anfänglich nur sehr missmutig empfängt. Doch dann legt er schließlich romantische Musik auf und küsst sie sogar, woraufhin Rosie glaubt, dies sei das Ende ihrer Jungfräulichkeit, bis Becky mitten ins Geschehen platzt: Sie ist mit Peter da und möchte Rosie abholen, was diese insgeheim als raffinierte Störaktion gegen ihre Zweisamkeit mit Bobs auffasst. Zurück zu Hause, wird das, was sich in Bobs' Wohnung abgespielt hat, natürlich sofort von Becky publik gemacht. Gedämpftes Licht, das Sofa vor den Kamin gerückt, die Schallplatte „Geschichten vom Wienerwald“: Becky verkündet, das wäre nicht länger harmlos geblieben, was eine Diskussion auslöst, wobei Rosie immer wieder versichert, sie habe nur dort Unterschlupf gesucht, nichts weiter. Als das Thema jedoch weiter ausdiskutiert wird, geht sie beleidigt auf ihr Zimmer.
Während Rosie bei Bobs war, traf Gaylord auf dem Heimweg auf Willie und seinen Bruder Bert, welcher androhte, ihn „fertigzumachen“, wenn er Willies Briefbeschwerer nicht zurückbringen sollte. Gaylord versicherte zwar, dass er ihn nicht gestohlen hat, ihm ist aber klar, dass Bert das egal ist. Er verrät Mummi, die nachfragt, ob es ihm gut gehe, nichts, woraufhin diese beruhigt ist.
Am nächsten Schultag stellt Gaylord sich krank, weil er Angst hat, auf dem Schulweg auf Bert zu treffen, doch seine Eltern schicken ihn trotzdem dorthin. Auf dem Schulhof sieht Gaylord, dass ein Klassenkamerad Willies Briefbeschwerer hat. Nun möchte Gaylord ihn kaufen, doch ein anderer Junge kommt ihm zuvor, sodass Gaylord den Briefbeschwerer in der Pause aus dessen Pult stehlen will, wobei ihn die Lehrerin aber erwischt. Sie beschließt, mit seinen Eltern zu sprechen, und begleitet ihn nach Hause, sodass Gaylord eine Konfrontation mit Bert erspart bleibt. Als seine Eltern erfahren, dass Gaylord ein Dieb ist, fragen sie ihn, warum er den Briefbeschwerer habe entwenden wollen, woraufhin dieser ihnen die ganze Geschichte anvertraut. Daraufhin beschließen Mummi und Paps, als ein Gespräch mit Willies Mutter ohne Ergebnis bleibt, Gaylord in nächster Zeit nicht mehr aus den Augen zu lassen.
Im Sommer möchte Bobs ein Picknick mit Rose machen. Diese freut sich unglaublich darauf, doch dann verkündet Opa die Hiobsbotschaft, dass ein Gewitter im Anmarsch sei. Doch Rose hofft weiter und bereitet alles vor. Doch Bobs trifft nicht zur vereinbarten Zeit an. Als das Gewitter tatsächlich anfängt, schleicht sich Gaylord in die Scheune, um es beobachten zu können. Dort treffen dann Becky und Bobs zusammen, die sich, ohne Gaylord zu bemerken, leidenschaftlich küssen, bis Gaylord auf sich aufmerksam macht. Die beiden versuchen zu verhindern, dass er Rose etwas verrät, jedoch erfolglos. Stolz verkündet er der Familie die vermeintlich frohe Botschaft, dass Bobs wohlauf sei und mit Becky im Heu liege. Als Bobs dann scheinheilig eintrifft, wird Rose sehr zornig und stürzt sich mit einer Schere auf ihn, ohne ihn jedoch zu verletzen. Nun ist Opa der Meinung, Becky müsse so schnell wie möglich heiraten. So findet wenig später Beckys Hochzeit mit Peter statt.
In den Sommerferien fahren Mummi, Paps und Gaylord wie jedes Jahr nach Wales, doch diesmal nehmen sie die einsame Rosie mit. Dort trifft sie zufällig auf Stan Grebbie und die beiden sind sehr glücklich. Doch dann erhalten sie ein Telegramm, dass Marigold gestorben sei. Die vier packen und fahren nach Hause zurück. Rosie muss jetzt davon ausgehen, dass sie Stan nie wieder sehen wird, da er weit von ihr entfernt wohnt. Unterwegs hat Gaylord einen gläsernen Briefbeschwerer ähnlich Willies erstanden und hadert nun mit sich selbst, ob er ihn behalten oder an Willie verschenken soll.
Gaylord entschließt sich schließlich, ihn Willie zu schenken. Doch der ist undankbar und findet ihn nicht annähernd so schön wie seinen alten. Als Gaylord den Briefbeschwerer zurückfordert, behält Willie ihn. Dann entdeckt Gaylord, dass Willies Brüder alle dort versammelt sind. Sie schlagen ihn zusammen, bis er blutend und ohnmächtig liegen bleibt. Unterdessen ist Stan Grebbie vorbeigekommen, um noch einmal Hallo zu sagen, bevor er nach Hause reist. Rosie und er machen einen Spaziergang, wo Stan Gaylord entdeckt und Erste Hilfe leistet. Rosie holt Gaylords Eltern und den Krankenwagen. Ausgerechnet in diesem Augenblick muss Mummi ins Krankenhaus, weil die Wehen einsetzen. Nachdem Gaylord im Krankenhaus versorgt wird und das Kind auf der Welt ist, ein Mädchen namens Amanda, macht Stan Grebbie Rose einen Heiratsantrag.
Nun ist die Familie geschrumpft. Nur noch Opa, Mummi, Paps, Amanda und Gaylord sind da. Der ist fast schon stolz, dass er zusammengeschlagen wurde. Zum Schluss machen Paps und er einen Spaziergang, und Paps wird klar, dass Gaylord gut durchs Leben kommen wird und dass er momentan das zufriedenste Wesen der Welt ist.

## Titel (Zitat)
Der englische wie auch der deutsche Titel des Romans beziehen sich auf ein Gedicht von Robert Browning, das auch in der Romanausgabe zitiert wird:
„Pippas Lied“ („Song from PIPPA PASSES“)
The year's at the spring

And day's at the morn;

Morning's at seven;

The hillside's dew-pearled;

The lark's on the wing;

The snail's on the thorn;

God's in his heaven--

All's right with the world!

## Verfilmung
Der Roman wurde 1968 für das Kino erfolgreich verfilmt (siehe Morgens um sieben ist die Welt noch in Ordnung). Die Produktion unter der Regie von Kurt Hoffmann und mit der berühmten Titelmusik von James Last wurde mit der Goldenen Leinwand 1969 für mehr als drei Millionen Zuschauer ausgezeichnet.

## Rezeption
Das Buch wurde von der Kritik gelobt, und häufig als warmherzig und reizvoll bezeichnet.

„Der Roman ist spannend, und der Humor, der Gaylords Abenteuer durchleuchtet, kommt aus dem Herzen, nicht aus der Retorte. Ein Buch, so englisch wie Ingwerbier, aber im universellen Reich der Kindheit beheimatet. Ein Buch, das auch den ärgsten Griesgram zum Lachen bringen, graue Stunden erhellen und einen sonnigen Tag noch heiterer machen kann!“

## Buchausgaben
- Englischer Originaltext: Morning’s at Seven. Heinemann, London 1965; House of Stratus, Kelly Bray 2001, ISBN 0-7551-0192-8.
- Deutsche Erstausgabe: Morgens um sieben ist die Welt noch in Ordnung. Roman. Mit Illustrationen von Wilhelm M. Busch. Rowohlt, Reinbek 1967. (48 Wochen lang in den Jahren 1967 und 1968 auf dem Platz 1 der Spiegel-Bestsellerliste)
- weitere Ausgabe, übersetzt von Brigitte Roeseler, Schutzumschlag- und Einbandentwurf Eva Kausche-Kongsbak, ohne Illustrationen. Rowohlt, Reinbek bei Hamburg, 1967.
- Taschenbuch: Rowohlt, Reinbek 1974, ISBN 3-499-11762-2.
- Ausgabe in Großdruck: Rowohlt, Reinbek 2002, ISBN 3-499-33184-5.
- Hörbuch: Inszenierte Lesung mit Musik. Gelesen von Stephan Schwartz. 1 Audio-CD. Eichborn, Frankfurt am Main 2006, ISBN 3-8218-5434-0.